# Achacachi
Achacachi es una  ciudad intermedia y municipio de Bolivia, capital de la provincia de Omasuyos en el departamento de La Paz. Achacachi es también conocido como "Chacha marka" (vocablo aimara que significa, pueblo varón u hombre). 
Según el censo oficial realizado en 2012, el municipio de Achacahi cuenta con una población 46.058 habitantes, lo que lo convierte en el quinto municipio más poblado del departamento de La Paz (después de El Alto, La Paz, Viacha y Caranavi). Achacachi está situado a 97 km de la ciudad de La Paz, la sede de gobierno del país, y se encuentra a una altitud de 3.840 metros sobre el nivel del mar. Alrededor del 20% (8857 habitantes) de la población total, viven en el área urbana del municipio (ciudad de Achacachi). 

## Etimología
El nombre Achacachi deriva de las palabras aymaras jach'a, grande y k'achi, peñasco puntiagudo. Al llegar los españoles, ya se conocía como Jach'a Kach'i, nombre que se castellanizó como Achacachi.

## Historia
Antiguamente, Achacachi era la capital del señorío aimara "Umasuyus", que estaba ubicado en el lado este del lago Titicaca, en el altiplano Perú-boliviano. El señorío Umasuyus limitaba al oeste con los Lari-lari y al sur con los Paca Jaquis. Al ser invadidos por el Imperio inca, los umasuyos resistieron al embate, es por eso que aún hablan su propio idioma: el aimara y no el quechua,  como hacen los pueblos conquistados por los incas.
Achacachi fue fundada (como capital administrativa) el 24 de enero de 1826. Sin embargo, como el poblado ya existía, la fundación fue solo un reconocimiento de tal existencia.
En 2005, los cantones Huarina y Santiago de Huata se separaron de Achacachi y se constituyeron en municipios autónomos, mediante ley. En 2009 y 2010, los cantones Huatajata y Chua Cocani también se separaron de Achacachi y se convirtieron en municipios autónomos. Debido a estas cuatro pérdidas o fragmentaciones, el municipio vio reducida su población en comparación al censo oficial de 2001
El año 2007, en Achacachi, los «Ponchos Rojos» de Omasuyos hicieron una escabrosa demostración de poderío, degollando salvajemente a unos canes, a manera de mensaje para los habitantes de Sucre: la capital histórica de Bolivia, que exigían de la Asamblea Constituyente la restitución de la sede de gobierno. Este acto cruel, cobarde y barbárico, ocurrido en Achacachi, circula a nivel mundial en vídeos que siguen despertando la reprobación de los defensores de los animales hacia los pobladores de Achacachi.

## Demografía

### Población
De acuerdo con el censo boliviano de 2024, la población del municipio de Achacachi es de 47 064 habitantes.
La población del municipio aumentó aproximadamente un tercio entre 1992 y 2024:
| Año  | Habitantes (municipio) | Habitantes (localidad) | Fuente                  |
| ---- | ---------------------- | ---------------------- | ----------------------- |
| 1992 | 38 246                 | 5 602                  | Censo boliviano de 1992 |
| 2001 | 45 875                 | 7 540                  | Censo boliviano de 2001 |
| 2012 | 46 058                 | 8 857                  | Censo boliviano de 2012 |
| 2024 | 47 064                 | -                      | Censo boliviano de 2024 |

En julio de 2005, la parte sur del municipio, los cantones de Huarina y Copancara, se convirtió en el municipio de Huarina. En enero de 2009, los dos cantones occidentales de Santiago de Huata y Kalaque se convirtieron en el municipio de Santiago de Huata.

### Población por grupos de edad

#### Envejecimiento de Achacachi
En los últimos 20 años, la población del municipio ha comenzado a reducir su población joven y de reemplazo de generación (de 0 a 14 años). En su lugar, ha aumentado la población adulta (de 15 a 64 años) así como también la población de la tercera edad de (de 65 a 100 años)
En cuanto a la población infantil y preadolescente (denominada también como población joven y de reemplazo de generación de 0 a 14 años), las cifras muestran que para el censo de 1992, alrededor del 42,6 % de los habitantes de Achacachi se encontraba por debajo de los 15 años de edad. Para el censo de 2001, ese porcentaje rebajó al 38,0 %. Para el censo de 2012, este sector de la población cayó drásticamente a solo 27,9 %. Se espera que siga reduciéndose aún más para el censo de 2024.
En cuanto a la población adulta (de 15 a 64 años), para el censo de 1992, representaban al 50,3 % de la población total. Para el censo de 2001, ese porcentaje había crecido ligeramente hasta llegar al 53,5 %. Para el censo de 2012, la población adulta aumentó al 61,4 %. 
En cuanto a la población anciana, para 1992 representaban al 7,0 % de la población total del municipio. Para el año 2001, este sector había aumentado al 9,0 %. Para 2012, el porcentaje se había elevado a un 10,6 % de población anciana   
| Censo de 1992                                | Censo de 1992                       | Censo de 1992                       | Censo de 1992                       | Censo de 2001                       | Censo de 2001                       | Censo de 2001                       | Censo de 2001                       | Censo de 2012                       | Censo de 2012                       | Censo de 2012                       | Censo de 2012                       |
| Población Infantil y Preadolescente          | Población Infantil y Preadolescente | Población Infantil y Preadolescente | Población Infantil y Preadolescente | Población Infantil y Preadolescente | Población Infantil y Preadolescente | Población Infantil y Preadolescente | Población Infantil y Preadolescente | Población Infantil y Preadolescente | Población Infantil y Preadolescente | Población Infantil y Preadolescente | Población Infantil y Preadolescente |
| Edad                                         | Año de Nacimiento                   | Población                           | %                                   | Edad                                | Año de Nacimiento                   | Población                           | %                                   | Edad                                | Año de Nacimiento                   | Habitantes                          | %                                   |
| -------------------------------------------- | ----------------------------------- | ----------------------------------- | ----------------------------------- | ----------------------------------- | ----------------------------------- | ----------------------------------- | ----------------------------------- | ----------------------------------- | ----------------------------------- | ----------------------------------- | ----------------------------------- |
| 0 a 4 años                                   | Entre 1992 y 1988                   | 5 019                               | 13,19                               | 0 a 4 años                          | Entre 2001 y 1997                   | 5 206                               | 11,35                               | 0 a 4 años                          | Entre 2012 y 2008                   | 3 811                               | 8,27                                |
| 5 a 9 años                                   | Entre 1987 y 1983                   | 5 816                               | 15,29                               | 5 a 9 años                          | Entre 1996 y 1992                   | 6 055                               | 13,20                               | 5 a 9 años                          | Entre 2007 y 2003                   | 4 039                               | 8,77                                |
| 10 a 14 años                                 | Entre 1982 y 1978                   | 5 370                               | 14,12                               | 10 a 14 años                        | Entre 1991 y 1987                   | 6 194                               | 13,50                               | 10 a 14 años                        | Entre 2002 y 1998                   | 5 007                               | 10,87                               |
| Población Adulta-Joven                       | Población Adulta-Joven              | Población Adulta-Joven              | Población Adulta-Joven              | Población Adulta-Joven              | Población Adulta-Joven              | Población Adulta-Joven              | Población Adulta-Joven              | Población Adulta-Joven              | Población Adulta-Joven              | Población Adulta-Joven              | Población Adulta-Joven              |
| 15 a 19 años                                 | Entre 1977 y 1973                   | 3 778                               | 9,93                                | 15 a 19 años                        | Entre 1986 y 1982                   | 4 983                               | 10,86                               | 15 a 19 años                        | Entre 1997 y 1993                   | 5 287                               | 11,48                               |
| 20 a 24 años                                 | Entre 1972 y 1968                   | 2 517                               | 6,62                                | 20 a 24 años                        | Entre 1981 y 1977                   | 3 071                               | 6,69                                | 20 a 24 años                        | Entre 1992 y 1988                   | 3 583                               | 7,78                                |
| 25 a 29 años                                 | Entre 1967 y 1963                   | 2 097                               | 5,51                                | 25 a 29 años                        | Entre 1976 y 1972                   | 2 366                               | 5,16                                | 25 a 29 años                        | Entre 1987 y 1983                   | 2 768                               | 6,01                                |
| 30 a 34 años                                 | Entre 1962 y 1958                   | 2 053                               | 5,40                                | 30 a 34 años                        | Entre 1971 y 1967                   | 2 261                               | 4,93                                | 30 a 34 años                        | Entre 1982 y 1978                   | 2 605                               | 5,66                                |
| 35 a 39 años                                 | Entre 1957 y 1953                   | 1 917                               | 5,04                                | 35 a 39 años                        | Entre 1966 y 1962                   | 2 438                               | 5,31                                | 35 a 39 años                        | Entre 1977 y 1973                   | 2 490                               | 5,41                                |
| Población Adulta-Madura                      | Población Adulta-Madura             | Población Adulta-Madura             | Población Adulta-Madura             | Población Adulta-Madura             | Población Adulta-Madura             | Población Adulta-Madura             | Población Adulta-Madura             | Población Adulta-Madura             | Población Adulta-Madura             | Población Adulta-Madura             | Población Adulta-Madura             |
| 40 a 44 años                                 | Entre 1952 y 1948                   | 1 801                               | 4,73                                | 40 a 44 años                        | Entre 1961 y 1957                   | 2 349                               | 5,12                                | 40 a 44 años                        | Entre 1972 y 1968                   | 2 549                               | 5,53                                |
| 45 a 49 años                                 | Entre 1947 y 1943                   | 1 773                               | 4,66                                | 45 a 49 años                        | Entre 1956 y 1952                   | 2 082                               | 4,54                                | 45 a 49 años                        | Entre 1967 y 1963                   | 2 578                               | 5,60                                |
| 50 a 54 años                                 | Entre 1942 y 1938                   | 1 220                               | 3,21                                | 50 a 54 años                        | Entre 1951 y 1947                   | 1 947                               | 4,24                                | 50 a 54 años                        | Entre 1962 y 1958                   | 2 379                               | 5,17                                |
| 55 a 59 años                                 | Entre 1937 y 1933                   | 946                                 | 2,49                                | 55 a 59 años                        | Entre 1946 y 1942                   | 1 738                               | 3,79                                | 55 a 59 años                        | Entre 1957 y 1953                   | 2 023                               | 4,39                                |
| 60 a 64 años                                 | Entre 1932 y 1928                   | 1 063                               | 2,79                                | 60 a 64 años                        | Entre 1941 y 1937                   | 1 326                               | 2,89                                | 60 a 64 años                        | Entre 1952 y 1948                   | 2 049                               | 4,45                                |
| Población Adulta Mayor                       | Población Adulta Mayor              | Población Adulta Mayor              | Población Adulta Mayor              | Población Adulta Mayor              | Población Adulta Mayor              | Población Adulta Mayor              | Población Adulta Mayor              | Población Adulta Mayor              | Población Adulta Mayor              | Población Adulta Mayor              | Población Adulta Mayor              |
| 65 a 69 años                                 | Entre 1927 y 1923                   | 846                                 | 2,22                                | 65 a 69 años                        | Entre 1936 y 1932                   | 1 286                               | 2,80                                | 65 a 69 años                        | Entre 1947 y 1943                   | 1 593                               | 3,46                                |
| 70 a 74 años                                 | Entre 1922 y 1918                   | 630                                 | 1,66                                | 70 a 74 años                        | Entre 1931 y 1927                   | 1 107                               | 2,41                                | 70 a 74 años                        | Entre 1942 y 1938                   | 1 216                               | 2,64                                |
| 75 a 79 años                                 | Entre 1917 y 1913                   | 431                                 | 1,13                                | 75 a 79 años                        | Entre 1926 y 1922                   | 745                                 | 1,62                                | 75 a 79 años                        | Entre 1937 y 1933                   | 861                                 | 1,87                                |
| Población Anciana                            | Población Anciana                   | Población Anciana                   | Población Anciana                   | Población Anciana                   | Población Anciana                   | Población Anciana                   | Población Anciana                   | Población Anciana                   | Población Anciana                   | Población Anciana                   | Población Anciana                   |
| 80 a 84 años                                 | Entre 1912 y 1908                   | 312                                 | 0,82                                | 80 a 84 años                        | Entre 1921 y 1917                   | 362                                 | 0,79                                | 80 a 84 años                        | Entre 1932 y 1928                   | 682                                 | 1,48                                |
| 85 a 89 años                                 | Entre 1907 y 1903                   | 173                                 | 0,45                                | 85 a 89 años                        | Entre 1916 y 1912                   | 217                                 | 0,47                                | 85 a 89 años                        | Entre 1927 y 1923                   | 339                                 | 0,74                                |
| 90 a 94 años                                 | Entre 1902 y 1898                   | 83                                  | 0,22                                | 90 a 94 años                        | Entre 1911 y 1907                   | 62                                  | 0,14                                | 90 a 94 años                        | Entre 1922 y 1918                   | 125                                 | 0,27                                |
| 95 a 100 años                                | Entre 1897 y 1892                   | 200                                 | 0,53                                | 95 a 100 años                       | Entre 1906 y 1901                   | 80                                  | 0,17                                | 95 a 100 años                       | Entre 1917 y 1912                   | 74                                  | 0,16                                |
| Total                                        | Entre 1992 y 1892                   | 38 044                              | 100 %                               | Total                               | Entre 2001 y 1901                   | 45 875                              | 100 %                               | Total                               | Entre 2012 y 1912                   | 46 058                              | 100 %                               |
| Instituto Nacional de Estadística de Bolivia |                                     |                                     |                                     |                                     |                                     |                                     |                                     |                                     |                                     |                                     |                                     |

## Política

### Alcaldes de Achacachi
| Alcaldes de Achacachi         | Situación               | Periodo como alcalde o alcaldesa               | Partido Político |
| ----------------------------- | ----------------------- | ---------------------------------------------- | ---------------- |
| Francisco Quispe Ramírez (†)  | Electo Democráticamente | 1 de febrero de 2000 - 1 de febrero de 2005    | MBL              |
| Eugenio Rojas Apaza (†)       | Electo Democráticamente | 1 de febrero de 2005 - 6 de septiembre de 2009 | MIP              |
| Bernabé Paucara Bautista      | Interino Transitorio    | 6 de septiembre de 2009 - 31 de mayo de 2010   | MIP              |
| Constancio Gutiérrez Catacora | Electo Democráticamente | 31 de mayo de 2010 - 31 de mayo de 2015        | MPS              |
| Edgar Ramos Laura             | Electo Democráticamente | 31 de mayo de 2015 - 7 de mayo de 2017         | MAS-IPSP         |
| Municipio Acéfalo             | Sin alcalde             | 7 de mayo de 2017 - 1 de julio de 2019         | -                |
| Mariano Huallpa Segura        | Interino Transitorio    | 1 de julio de 2019 - 3 de mayo de 2021         | MAS-IPSP         |
| Constancio Gutiérrez Catacora | Electo Democráticamente | 3 de mayo de 2021-presente                     | Venceremos       |

### Elecciones Municipales de 1995
- Elecciones municipales de Achacachi de 1995 para Alcalde por el Municipio de Achacachi para el periodo 1996-2000

|  | 28,07 % |

|  | 12,44 % |

|  | 12,12 % |

|  | 11,66 % |

|  | 8,46 % |

|  | 6,71 % |

|  | 6,49 % |

|  | 4,04 % |

|  | 3,85 % |

|  | 3,50 % |

|  | 1,33 % |

|  | 1,32 % |

### Elecciones Municipales de 1999
- Elecciones municipales de Achacachi de 1999 para Alcalde por el Municipio de Achacachi para el periodo 2000-2005

|  | 24,63 % |

|  | 13,34 % |

|  | 12,20 % |

|  | 10,78 % |

|  | 8,68 % |

|  | 8,22 % |

|  | 6,77 % |

|  | 5,09 % |

|  | 3,90 % |

|  | 2,43 % |

|  | 1,14 % |

|  | 1,03 % |

|  | 0,80 % |

|  | 0,63 % |

|  | 0,36 % |

### Elecciones Municipales de 2004
- Elecciones municipales de Achacachi de 2004 para Alcalde por el Municipio de Achacachi para el periodo 2005-2010

|  | 30,22 % |

|  | 11,52 % |

|  | 11,11 % |

|  | 6,94 % |

|  | 6,72 % |

|  | 5,70 % |

|  | 5,46 % |

|  | 4,77 % |

|  | 4,29 % |

|  | 4,14 % |

|  | 3,35 % |

|  | 3,04 % |

|  | 2,26 % |

|  | 0,48 % |

### Elecciones Municipales de 2010
- Elecciones municipales de Achacachi de 2010 para Alcalde por el Municipio de Achacachi para el periodo 2010-2015

|  | 39,63 % |

|  | 28,05 % |

|  | 23,59 % |

|  | 8,74 % |

### Elecciones Municipales de 2015
- Elecciones municipales de Achacachi de 2015 para Alcalde por el Municipio de Achacachi para el periodo 2015-2020

|  | 38,22 % |

|  | 25,54 % |

|  | 23,15 % |

|  | 12,45 % |

|  | 0,64 % |

## Ubicación
Achacachi está ubicado en la provincia Omasuyos, del departamento de La Paz, Bolivia, al sureste del lago Titicaca.

## Subdivisión
El municipio de Achacachi contaba con 10 cantones hasta el 2009:
- Achacachi
- Warisata
- Jancko Amaya
- Kalaque
- Ajllata Grande
- Villa Asunción de Corpaputo
- Franz Tamayo
- Chua Visalaya
- Soncachi
- Copancara

En la época prehispánica, esta península estaba ocupada por poblaciones nativas como los urus, puquinas (cultura Chiripa) y aymaras. Posteriormente fue invadido por los inkas.
En ese territorio, en los primeros años de la época colonial, los españoles establecieron una encomienda bajo el nombre de Achacachi, de la cual dependía la Viceparroquia de Santiago. Posteriormente, en 1779, fue fundado bajo el nombre de Santiago de Huata, que es en realidad un nombre mestizo; Santiago por el Apóstol Mayor (castellano) y "Huata" que viene del término puquina Coata "deidades protectoras" y Wat'a (aimara) "pies internados en el lago", es decir en aimara tiene relación con los términos geográficos de península y bahía.
En la época republicana siglo XIX, su importancia radica en la producción agropecuaria, tanto en comunidades o ayllus y haciendas.

## Zonas

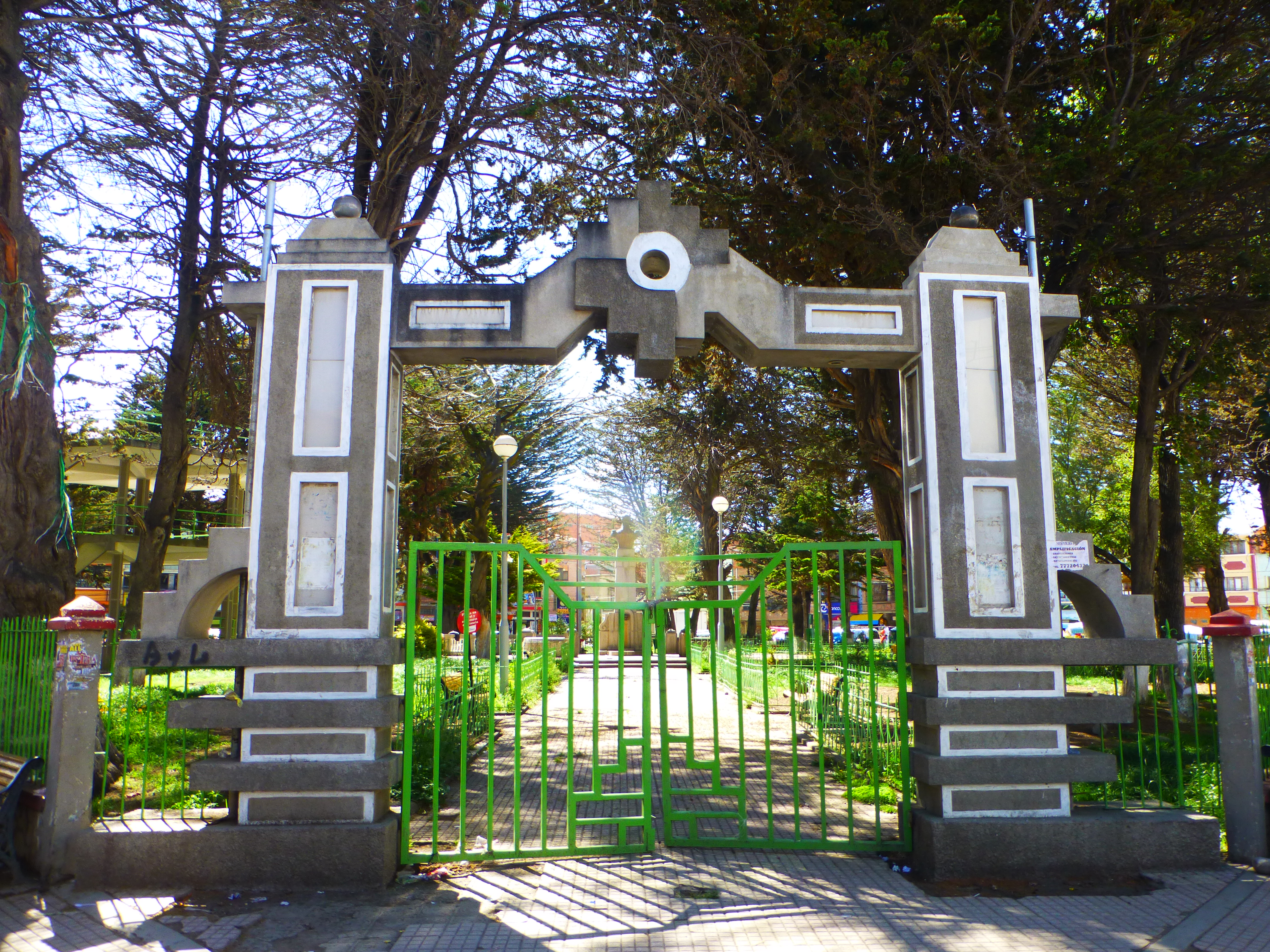
Plaza de Achacachi

Las primeras zonas urbanas de la ciudad de Achacachi fueron las siguientes: 
- Arasaya
- Masaya

Después se fueron añadiendo otras zonas a medida que la población achacacheña iba creciendo, como ser las siguientes:
- Avichaca Villa Concepción
- Villa Lealtad
- Surucachi
- Villa Esperanza
- Ch'urubamba
- Calacala
- 2 de febrero
- Urkupiña

## Educación

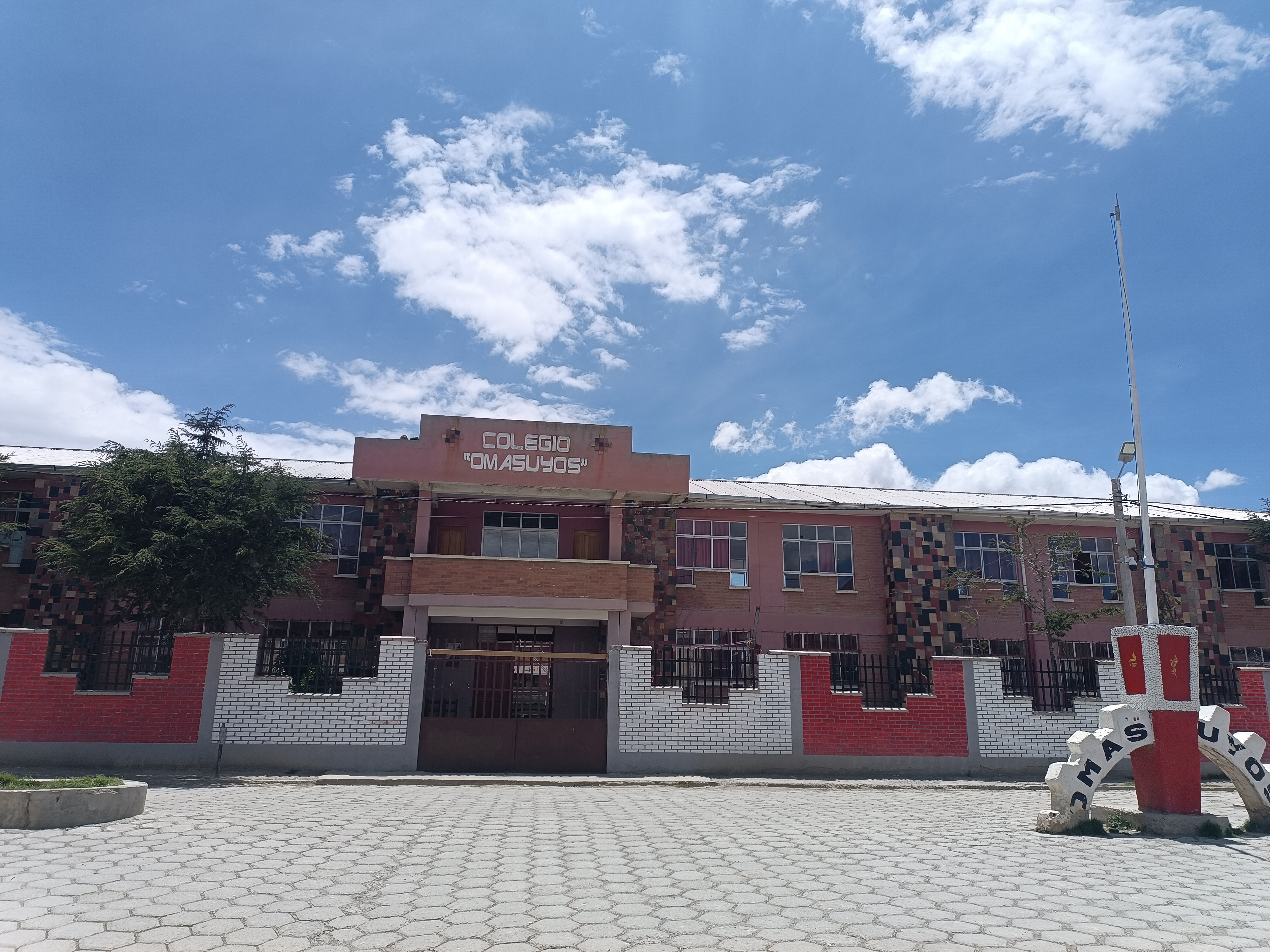
Colegio Nacional Mixto Omasuyos, en Achacachi.

El municipio de Achacachi actualmente tiene en su localidad 7 centros educativos fiscales y 1 particular los cuales son:
- Colegio Nacional Mixto Omasuyos (secundaria)
- Colegio Nacional Mixto Omasuyos (primaria)
- Colegio Mariscal Santa Cruz
- Colegio José Antonio Plancarte
- Colegio Don Bosco (Villa Lealtad)
- Unidad Educativa Bautista Saavedra
- Unidad Educativa Simón Bolívar
- Unidad Educativa Las Américas
- Centro Educativo Adventista Achacachi (particular)

## Deporte
Actualmente el municipio cuenta con su estadio municipal, el cual tiene una capacidad para 13 000 espectadores (aproximadamente). Es el único estadio construido con pasto sintético en toda la provincia de Omasuyos.
Sirve también de sede para los equipos locales y liga que se realiza año tras año con la presencia de grandes figuras del fútbol boliviano como también extranjeros.
El municipio se destapa principalmente la Liga de Fútbol de Achacachi que tiene una larga duración y cuenta con la participación de varios equipos, entre los más principales están: Libertad, CANU, Rampler, Sinkler´s y demás clubes de fútbol.
El 12 de abril un grupo de jóvenes voluntarios oriundos del poblado de achacachi logran reunirse y consolidar ideas en beneficio del desarrollo del deporte, buscando realizar actividades afines al deporte. Como primer evento organizaron un torneo de fútbol para niños de primaria y lograron aglutinar personas por el bien y desarrollo del deporte en Achacachi. El propósito principal a la cabeza del Licenciado, Rubén Carlos Paucara, es fortalecer la Brigada Voluntaria por el Deporte "Actividad Física" Achacachi, sin fines lucrativos y promocionar el deporte de forma general en distintas edades y disciplinas.

## Salud
Achacachi tiene uno de los mejores hospitales de la provincia de Omasuyos, un hospital de segundo nivel (Hospital Municipal Capitán Juan Uriona de Achacachi). 
Desde el año 1955 presta servicios de salud el dispensario "Materno Infantil Omasuyos" ubicado en plazuela el Carmen, más conocido con el nombre de sanidad pública para la atención de primeros auxilios.
El año 1976 se empezó a construir un hospital de segundo nivel en el lugar denominado Ujikalpata de la zona Churubamba impulsado por el capitán del Ejército de Bolivia Juan Uriona Suárez. La obra es ejecutada por la prefectura del departamento de la Paz el 7 de junio de 1979 y fue concluido y entregado a la población de Achacachi por la junta militar de gobierno Gral. David Padilla Arancibia como aporte al servicio de sanidad rural.
La infraestructura cuenta con todas las instalaciones hospitalarias: salas de medicina, pediatría, maternidad, salas de consulta, farmacia, etc, con un total de 20 camas para los pacientes. La misma cuenta con un equipamiento regular y ambulancias para la atención de emergencias.
El año 2001 se hizo la remodelación y ampliación del Nosocomio (hospital) financiado por el fondo de inversión productiva social Banco Mundial A.I.E. 3244 ejecutado por la empresa constructora EMULGRAN durante el gobierno de Jorge Quiroga Ramírez.
Finalmente en la gestión 2008 se mejoró el reordenamiento de carácter técnico administrativo en la infraestructura, financiado por el gobierno municipal de Achacachi.
Actualmente el sistema de salud en el municipio está dividido en cuatro áreas: 1 hospital de segundo nivel, 5 centros de salud y 9 puestos sanitarios en diferentes cantones y comunidades.

## Festividades

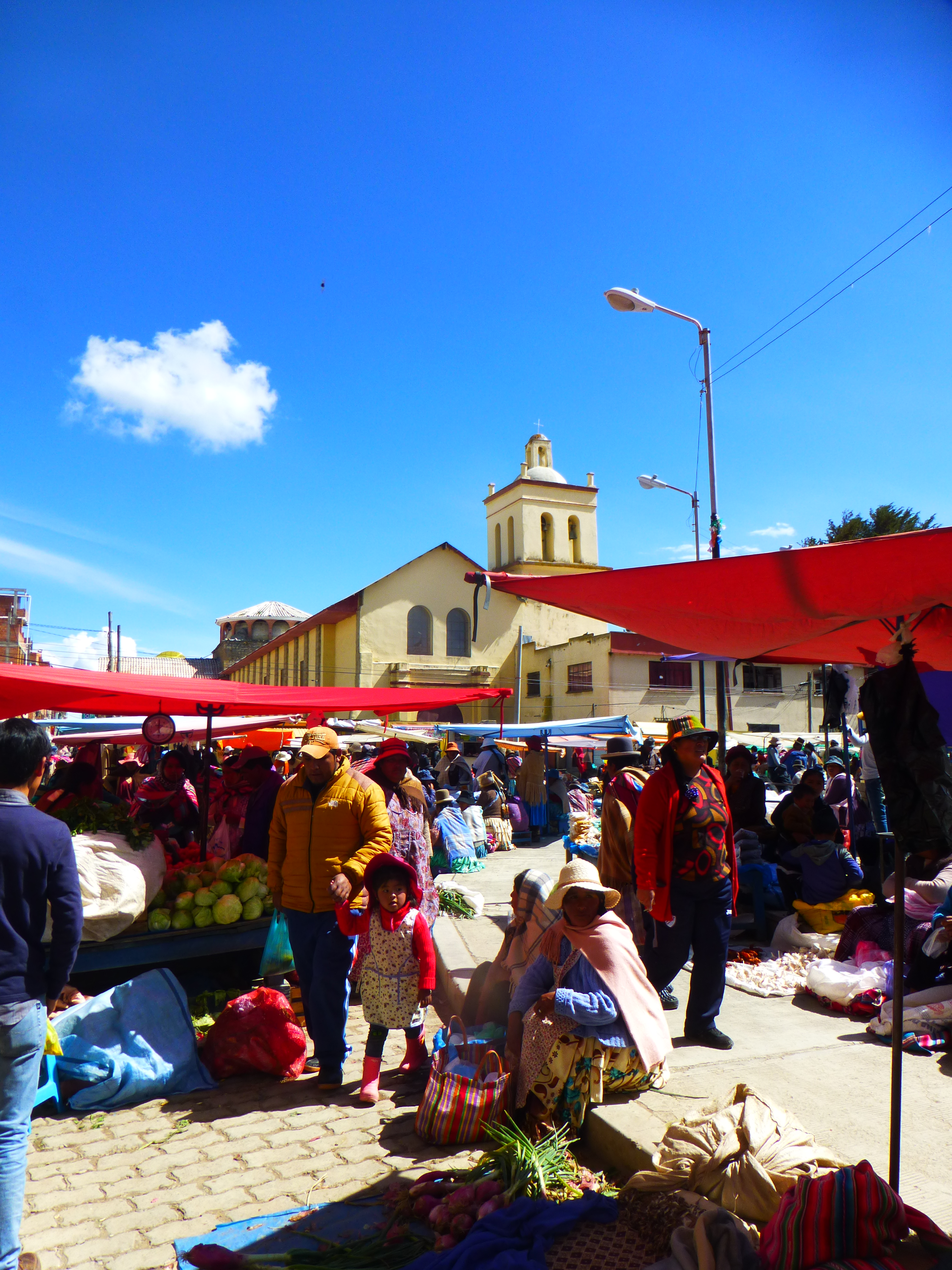
Feria en Achacachi

Achacachi tiene tres fiestas principales, la de San Pedro y San Pablo, Corpus Cristi y la Fiesta de la Exaltación, que constituyen una de las pocas expresiones originales en danzas y música prehispánica y folklórica:

### San Pedro y San Pablo
Esta fiesta se lleva a cabo cada 29 de junio. Es una fiesta de mistis, de la gente mestiza (misti, nacidos de Qullas (Collas) y españoles), o como ellos mismos se llaman: “vecinos” o "hijos y nietos de keka". En esta festividad se baila Morenada, Caporales, Danzantis y P'acochis.

### Corpus Cristi
En esta fiesta se bailan, Mukululus, Kjachwiris, Chokela, Wacawacas. Es conocida como una fiesta de campesinos porque participan las comunidades de alrededores de la ciudad.

### Fiesta de la Exaltación
La Festividad de la Exaltación del Señor (18 de noviembre) o Fiesta de Obreros se denomina así porque solo bailan la gente dedicada al comercio de la hoja de coca, los sastres, los herreros, los transportistas, etc. En esta fiesta se baila la danza de los Incas, Diablada, Kullawada, Mok'ok'aras, Potolos, Llamerada y también Morenos como la: Morenada Juventud San Pedro residentes de Achacachi con su paso militarizado más conocido como Morenada “Los Catedráticos”.

## Infraestructura
Actualmente se está construyendo una terminal de movilidades (interprovincial), con una inversión aproximada de Bs. 3 millones.
Además el año 2011 fue inaugurada una planta procesadora de lácteos LACTEOSBOL la cual procesa el "desayuno escolar" para repartirlo a todos los niños y niñas de la provincia Omasuyos que están en una etapa escolar (primaria).

## Personajes
- Eugenio Rojas Apaza
- Martha Poma Luque
- Adelio Paucara
- Felipa Huanca Llupanqui
- Felipe Quispe Huanca

## Acuerdos internacionales
Desde 2005 posee un pacto de amistad y solidaridad con:
- Roma, Italia